# Conus lienardi
Conus lienardi é uma espécie de gastrópode do gênero Conus, pertencente à família Conidae.